# David Hamilton Jackson
David Hamilton Jackson (født 28. september 1884 på Estate East Hill, St. Croix, Dansk Vestindien, død 30. maj 1946) var en dansk-vestindisk lærer, journalist, politiker og dommer. Han stod i spidsen for den første organisering af sorte landarbejdere i en fagforening i Vestindien. Fagforeningen Labour Union (dansk: Vestindisk Arbejderforening) opnåede med fredelige midler at få en væsentlig forbedring af plantagearbejderenes levekår gennem en lovlig arbejdskamp. Efter sin død i 1946 blev han omtalt som "Black Moses" (Den sorte Moses).

## Kritik af arbejdsforholdene på St. Croix
Jackson var skolelærer i Frederiksted. Hans politiske engagement begyndte med læserindlæg i byens lokalavis Westend News med kritik af mindre forhold, såsom forholdene på et lokalt sygehus. Kritikken blev udvidet til at blive en mere generel kritik af arbejdsforholdene for den sorte befolkning på St. Croix og han begyndte at holde foredrag på øen med temaer som The Rights of Natives. Guvernøren Lars Christian Helweg-Larsen blev personlig angrebet som led i kritikken og Jackson fik flere bøder for æreskrænkelse. 
Ved hans foredrag blev der samlet penge ind så han kunne rejse til København for at tale med regeringen. Foråret 1915 rejste han til København via New York, hvor han indsamlede penge blandt udvandrede dansk-vestindere.
Under hans to måneder lange ophold i København, fra 13. maj til 22. juli holdt han en række foredrag rundt om i landet på højskoler og offentlige pladser. Jackson høstede stor sympati fra forskellig side, blandt andet fra Hans Nielsen, der var folketingsmedlem for Socialdemokratiet. Efter indsats fra Hans Nielsen fik Jackson mulighed for at træffe finansminister Edvard Brandes, for hvem han fremlagde sine klager. Jackson fik i alt to møder med finansministeren og opnåede visse usikre løfter om gunstigere forhold, samt ophævelse af loven som krævede kongeligt privilegium for at drive pressevirksomhed i Dansk Vestindien.
Udover at holde foredrag, brugte Jackson tiden til at sætte sig ind i den danske arbejderbevægelses historie, strejkeret og jord- og skattespørgsmål.

## Strejke på sukkerplantagerne
Ved sin hjemkomst til St. Croix 11. september 1915 havde Jackson en trykpresse med sig, som var indkøbt under hans ophold i USA. Jackson oprettede efterfølgende avisen The Herald, hvis første udgave udkom 29. oktober 1915.
Måneden efter oprettede Jackson fagforeningen Labour Union, og efter kort tid var de fleste plantagearbejderne på St. Croix organiseret. Oprettelsen af fagforeningen og dens stærke tilslutning gjorde plantageejerne bekymrede, da de frygtede en gentagelse af oprøret i 1878. Plantageejerne sendte et telegram til Danmark, hvori de meddelte at Jacksons agitation var så bekymrende at militær assistance var nødvendig. Telegrammet kom i samtidig med, at Danmark lå i forhandlinger med USA om amerikansk overtagelse af øgruppen, og den danske regering fandt det derfor formålstjeneligt, at udsende krydseren Valkyrien  til Dansk Vestindien. Efter en måneds overfart ankom krydseren til Christiansted 10. december 1915 med 230 mand ombord.
Labour Union fremsatte i midten af januar 1916 et lønkrav til koloniadministrationen, som videresendte dette til plantageejernes nyoprettede forening, Planters Association. Lønkravene blev afvist og 24. januar blev stort set alt arbejde på St. Croix standset. Guvernør Lars Christian Helweg-Larsen nægtede at have noget med Jackson at gøre, og forhandlingerne stoppede. Efter at have strejket i en måned og to dage indgik parterne forlig med væsentlige forbedringer.

## Salget af Dansk Vestindien til USA
Da salgsforhandlingene nærmede sig deres afslutning, skiftede Jackson mening pga. den danske regerings manglende vilje til at investere i øernes udvikling og forbedring af befolkningens levevilkår, og gik fra at være modstander af et eventuelt salg af Dansk Vestindien til at være en overbevist tilhænger af amerikansk overtagelse. Han organiserede to uofficielle "folkeafstemninger" i midten af august 1916, der begge viste overvældende flertal for salg af øerne til USA.
Efter salget af Dansk Vestindien blev Jackson som journalist, politiker og dommer et fremtrædende medlem af lokalsamfundet på St. Croix. Efter sin død i 1946 blev han omtalt som Black Moses (Den sorte Moses).
1. november hvert år fejrer US Virgin Islands Liberty Day (Frihedens dag), der er tilegnet Jackson for hans kamp for pressefriheden. Dagen omtales også som David Hamilton Jackson Day (Hamilton Jackson-dagen).